# Cabera humbloti
Cabera humbloti är en fjärilsart som beskrevs av Claude Herbulot 1978. Cabera humbloti ingår i släktet Cabera och familjen mätare. Inga underarter finns listade i Catalogue of Life.